# Eurocòs
L'Eurocòs (en anglès Eurocorps, en francès Corps européen, en alemany Eurokorps) és l'exèrcit de reacció ràpida al servici de la Unió Europea (UE) i l'OTAN.
Té l'origen en la brigada germano-francesa creada entre 1989 i 1992, posada en actiu l'octubre de 1991, la iniciativa comuna se cooperació militar entre tots dos estats, pel president de la República Francesa François Mitterrand i el canceller alemany Helmut Kohl, amb la fi de contribuir a la posada en pràctica de la Política Exterior i de Seguretat Comuna de la Unió Europea (PESC).
Aquest exèrcit d'elit simbolitza la reconciliació entre els dos països i una de les més innovadores concepcions d'Exèrcit Europeu conjunt i regular entre múltiples estats o nacions d'Europa respectant les seues diverses identitats diferencials sota un mateix agrupament militar.
El 1992, en la cimera de "La Rochelle", ambdós països van firmar l'informe que va suposar la creació de l'Eurocorp. En aquest mateix any es va incorporar a la unitat els primers oficials alemanys i francesos. L'any 1993 es va incorporar a Bèlgica i, un any després, es va incorporar Espanya. L'any 1995 el cos es va declarar oficialment operatiu i l'any següent s'hi va afegir Luxemburg. El 2022 Polònia es va convertir en el sisè estat marc. L'Eurocòs compta actualment amb els seus estats marc: Alemanya, França, Bèlgica, Espanya, Luxemburg i Polònia i cinc països en qualitat d'associats com a Grècia, Turquia, Itàlia, Àustria i Romania. Durant diferents períodes han participat militars del Canadà (2003-2007), Regne Unit (1999-2002), Països Baixos (1999-2002) i Finlàndia (2002-2005).
En l'actualitat l'Eurocòs es regeix pel "Tractat relatiu a l'Eurocòs o l'estatut del seu Quarter General" també conegut com "Tractat d'Estrasburg", un acord firmat en Brussel·les el 22 de novembre de 2004 pels ministres de Defensa dels cinc països membres per aquell: Alemanya, França, Bèlgica, Espanya i Luxemburg i ratificat pels seus parlaments nacionals. Finalment entra en vigor el 2009.
El tractat segons detalla l'article 1 té com a objecte "definir els principis fonamentals relatius a les missions, al mode d'organització i al funcionament de l'Eurocòs".
En l'article 2 defineix al grup militar europeu com "el cos de l'exèrcit multinacional constituït pel Quarter General i per les unitats respecte a les quals s'han efectuat les parts Contractants la transferència del comandament al General del comandament de l'Eurocòs".
En quant a les missions de l'Eurocòs, l'article 3 del Tractat d'Estrasburg assenyala que podran ser les confiades en el context de Nacions Unides, la Unió Europea Occidental (UEO) i l'Organització del Tractat de l'Atlàntic Nord (OTAN). Incloent missions d'evacuació, aquelles d'índole humanitària, manteniment de la Pau o gestió de crisis.